# Manual de Pintura e Caligrafia
Manual de Pintura e Caligrafia é um livro do escritor português José Saramago, publicado pela primeira vez em 1977, pela Moraes Editores, Lisboa, e reeditado em 1984 e 1986. Essa obra, como muitas das outras de sua autoria, já foi traduzida para vários idiomas.

## Sinopse
Pode-se dizer que o Manual é uma obra do gênero narrativo, mais precisamente um romance, porém com características outras como a de um tratado, relatando a arte de se imitar o mundo por meio da pintura, esta última imitada pela linguagem e a linguagem é imitada pelo mundo que nos cerca.

## Críticas
Segundo Luís Rebelo de Sousa, o livro faz parte do gênero autobiográfico e: "oferece-nos no seu conjunto, um semental de ideias e uma carta de rumos da ficção de José Saramago até à data. Nele se fundem as escritas de uma complexa e rica tradição literária e a experiência de um tempo vivido nos logros do quotidiano e das vicissitudes da história, que será a substância da própria arte."
Saramago diz, em sua obra, que:
| “ | Sei disto um pouco, porque o aprendi em tempos, porque tenho pintado, porque estou a escrever. Agora mesmo o mundo transforma-se lá fora. Nenhuma imagem o pode fixar: o instante não existe. | ” |

No livro, com o qual retornou ao romance (mesmo autobiográfico) após quase duas décadas de afastamento, Saramago já apresentava traços característicos que mais adiante determinariam sua obra. O autor problematiza o ato de escrever, observa a história com um distanciamento do discurso oficial e combina ensaio e romance, desmoronando fronteiras entre ficção e não-ficção, como afirma a professora Ana Paula Arnaut, da Faculdade de Letras da Universidade de Coimbra: "Na ficção Saramaguiana, feita de alegorias e de metáforas, além dos muitos palpites do narrador, o real é subvertido e utopias inventadas."
Esse distanciamento em relação ao objeto da sua arte existe para se descobrir a verdade, ou suas múltiplas formas, as quais se escondem sob aparências. Para isso, apenas o tempo poderia ajudá-lo no reconhecimento de seu projeto duplo, o segundo retrato, a caricatura da caricatura. O Manual mostra, assim, o despertar da História no âmago de alguém, através da análise do tempo que gasta na execução de sua arte. Esse distanciamento visa captar o objeto como ele verdadeiramente é, oculto sob cristalizações culturais e que não percebemos por conta do condicionamento de nossa visão pela socialização da imagem.
No romance seguinte ao Manual, Levantado do chão (1980), o autor decidiu-se por estabelecer um uso muito próprio dos sinais de pontuação, completando, em linhas gerais, o estilo saramaguiano.[carece de fontes?]